# Eucryphaea phoenochyta
Eucryphaea phoenochyta är en fjärilsart som beskrevs av Turner 1927. Eucryphaea phoenochyta ingår i släktet Eucryphaea och familjen praktmalar, Oecophoridae. Inga underarter finns listade i Catalogue of Life.